# Slaget vid Kraśnik
Slaget vid Kraśnik var ett slag på östfronten under första världskriget som utkämpades kring staden Kraśnik i ryska Polen, och varade mellan den 23 och 25 augusti 1914. Under slaget besegrade den österrikisk-ungerska 1:a armén, under befäl av Viktor von Dankl, den ryska 4:e armén, ledd av Anton von Saltza. Ryssarna förlorade över 30 000 man och tvingades  till reträtt.